# Autorité de contrôle des nuisances aéroportuaires
L’Autorité de contrôle des nuisances aéroportuaires (ACNUSA) est une autorité administrative indépendante, créée par la loi du 12 juillet 1999. Elle est chargée d'émettre des recommandations sur les questions relatives aux nuisances environnementales générées par le transport aérien et les installations aéroportuaires. Il s’agit de la première autorité administrative française créée dans le domaine de l’environnement et elle est à ce jour la seule au monde disposant de l’ensemble de ses prérogatives[réf. nécessaire].
L’indépendance d’une AAI se traduit en principe par l’absence de tutelle ou de pouvoir hiérarchique de l’exécutif, la collégialité, la nature irrévocable et non renouvelable du mandat, des règles strictes d’incompatibilité entre le mandat et l’exercice de certaines fonctions, et par l’existence de moyens humains et financiers suffisants pour exercer les missions confiées à l’autorité. L’ACNUSA répond à tous ces critères.

## Composition
Elle est définie par les articles L. 6361-1 à L. 6361-4 
du code des transports.

### Membres permanents
L’ACNUSA est composée d’un collège de 10 membres, parmi lesquels son président.
Le mandat, non renouvelable et non révocable, est de six ans. Cela permet de garantir une appropriation des sujets par ceux qui découvrent le monde des aéroports et de l’aéronautique, et de conduire une politique. Cependant, pour éviter une perte de mémoire au terme du mandat du collège, celui-ci est renouvelé par moitié tous les trois ans. En outre, depuis l’ordonnance n° 2015-948 du 31 juillet 2015 qui a modifié entre autres l’article L. 6361-1 du code des transports, une stricte parité s’impose entre les membres.
Afin d’assurer l’indépendance des membres de l’Autorité par rapport aux intérêts qu’ils ont à prendre en considération, leur mandat est incompatible avec toute activité professionnelle et toute responsabilité associative en lien avec l’activité des aéroports, avec tout mandat électif, ainsi qu’avec la détention d’intérêts dans une entreprise des secteurs aéronautique ou aéroportuaire. Depuis la loi du 11 octobre 2013 et son décret d’application du 31 janvier 2014, les membres sont d’ailleurs tenus de déclarer leur patrimoine et leurs intérêts à la Haute autorité pour la transparence de la vie publique (HATVP). 
Les dix membres sont choisis comme suit :
- le président est nommé par décret du Président de la République, après audition par les commissions du développement durable de l’Assemblée nationale et du Sénat qui émettent un avis sur les candidatures. Depuis l’origine de l’Autorité, quatre présidents se sont succédé : le premier était un élu national, les deux suivants magistrats de l’ordre administratif, l'actuel est ingénieur général des ponts, des eaux et des forêts ; aucune compétence spécifique n’est requise pour être nommé à cette fonction ;
- deux membres sont désignés par respectivement le président de l’Assemblée nationale et celui du Sénat, sans aucune exigence de compétences particulières ; après un tirage au sort entre les deux premiers membres ainsi nommés pour désigner le premier sortant, ils sont désormais remplacés alternativement à chaque renouvellement partiel du collège ;
- sept membres sont nommés par décret en conseil des ministres, sur proposition des ministres chargés :
  - de l’environnement, pour un spécialiste d’acoustique, un en matière de nuisances sonores et un dans le domaine de l’impact de l’activité aéroportuaire sur l’environnement,
  - de la santé, pour un spécialiste en santé humaine (généralement un médecin),
  - de l’aviation civile, pour un compétent en matière d’émissions atmosphériques de l’aviation, un en matière d’aéronautique et un en matière de navigation aérienne (généralement un ancien pilote).

### Membres associés
L’ACNUSA a un pouvoir de sanction qu’elle exerce de façon quasi-juridictionnelle (voir 4.3 infra). Lorsqu’elle siège à ce titre, elle s’adjoint 7 membres dits « associés », nommés par arrêté du ministre chargé de l’aviation civile.
Parmi ces sept membres :
- 2 représentent les professions aéronautiques ;
- 2 autres, les associations de riverains d’aérodromes ;
- 1 représente les associations de protection de l’environnement agréées au niveau national ;
- 1 autre, les activités riveraines des aérodromes impactées par l’activité aéroportuaire ;
- le ministre chargé de l’aviation civile.

Les membres associés disposent d'un mandat de trois ans,  renouvelable sans limitation. Chaque membre associé dispose de deux suppléants, qui ne peuvent pas assister aux réunions auxquelles lui-même siège.
Le membre associé qui perd la qualité au titre de laquelle il a été désigné perd de ce fait la qualité de membre associé.

## Moyens
Ils sont définis par les articles L. 6361-10 et 11 du code des Transports.

### Moyens humains
L’ACNUSA compte 11 agents :
- un secrétaire général,
- deux agents au pôle Qualité de l’air,
- deux autres au pôle Bruit,
- trois agents au pôle Amendes, dont le rapporteur permanent et son suppléant,
- un au pôle Gestion administrative et comptable,
- un au pôle Communication,
- et un dernier au secrétariat.

Aux termes de l’article L. 6361-11 du code des transports, l’ACNUSA ne peut employer que des contractuels, les fonctionnaires pouvant y être détachés sur contrat mais non pas affectés en position normale d’activité.
Le personnel de l’ACNUSA est tenu au secret professionnel pour toute information dont il aurait pu avoir connaissance en raison de ses fonctions.

### Moyens financiers
L’article L. 6361-10 du code des transports dispose que les crédits nécessaires au fonctionnement de l’Autorité sont inscrits au budget général de l’État sur proposition du ministre chargé de l’aviation civile. Dans la pratique, c’est le budget du ministère chargé de l’environnement, auquel le secrétariat d’État aux transports est rattaché, qui porte les moyens financiers de l’ACNUSA, sous forme d’une action au sein d’un programme relevant du secrétariat général. Mais si, en qualité d’AAI, elle constitue une administration de l’État, en raison de son statut juridique propre, elle jouit d’une large autonomie de gestion : son président est ordonnateur des dépenses de l’Autorité, et présente les comptes de celle-ci au contrôle de la Cour des comptes ; en revanche, il n’existe pas de contrôle préalable des dépenses engagées.

## Fonctionnement

### Règlement intérieur
L’Autorité s’est dotée d’un règlement intérieur, publié le 30 avril 2010 au Journal officiel de la République française.
Ce document définit les règles applicables aux membres du collège, aux membres associés et au rapporteur permanent et à son suppléant. Elle les astreint notamment à signer une déclaration sur l’honneur d’indépendance dans l’exercice de leurs fonctions.
Il prévoit ensuite les conditions de convocation et de tenue des séances plénières, ainsi que les règles spécifiques applicables aux réunions relatives à l’exercice du pouvoir de sanction.
Le règlement intérieur organise enfin les méthodes de travail et le fonctionnement interne des services de l’ACNUSA.

### Saisine
Au terme de l'article L. 6361-5 du code des transports, l’ACNUSA peut être saisie, sur toute question relevant de sa compétence, par :
- un ministre ;
- les membres d’une commission consultative de l’environnement ;
- une commune ou un établissement public de coopération intercommunale inclus pour tout ou partie dans le plan d’exposition au bruit ou le plan de gêne sonore d’un aérodrome ;
- une association concernée par l’environnement aéroportuaire ;
- elle-même.

### Réunions plénières
L’Autorité tient une réunion plénière par mois, sauf pendant le mois d’août, soit onze séances par an.
Ces réunions durent entre deux journées et demie et trois jours, dont une journée est consacrée à l’exercice du pouvoir de sanction.
Les conditions de convocation sont précisées par le règlement intérieur. L’article L. 6361-2 du code des transports impose un quorum de la moitié au moins des membres pour que les délibérations soient valides.
Les réunions autres que celles relatives au pouvoir de sanction sont consacrées soit à l’audition de personnalités qualifiées sur des sujets relevant de la compétence de l’Autorité et susceptibles d’améliorer l’information du collège sur ces sujets, soit à l’analyse de dossiers sur lesquels l’ACNUSA doit émettre un avis (procédures de départ ou d’atterrissage sur un aéroport, arrêté de restriction, plan de protection de l’atmosphère ou schéma régional du climat, de air et de l’énergie, etc.). Y participent les membres du collège, le secrétaire général et les membres des services concernés.
Les avis sont généralement adoptés par consensus. Si toutefois il devait y avoir vote, l’article L. 6361-2 du code des transports prévoit que, en cas d’égal partage des voix, celle du président est prépondérante.
Pendant les réunions relatives à l’exercice du pouvoir de sanction, le collège élargi auditionne les représentants des compagnies aériennes ayant commis un manquement aux règles de protection environnementale applicables sur certains aéroports (voir infra, 4.3).

### Missions et enquêtes
Conformément à l’article L. 6361-8 du code des transports, l’Autorité peut, pour l’exercice de ses missions, charger un ou plusieurs de ses agents de procéder à des vérifications sur place ou de se faire communiquer tous renseignements ou documents utiles. Les autorités publiques pas plus que les gestionnaires d’aéroport ou les transporteurs aériens ne peuvent s’opposer à l’action de l’ACNUSA et doivent même prendre toutes les mesures utiles pour la faciliter.

## Compétences
Elles se fondent sur le Code des transports, articles L. 6361-5 et suivants,, et le code général des impôts, art. 1609 quatervicies A.

### Compétences générales
Elles résultent de l'article L. 6361-5 du Code des Transports.

#### Pouvoir de recommandation
L’ACNUSA dispose en premier lieu de compétences pour tous les aéroports français, métropolitains ou ultramarins : elle peut émettre des recommandations sur toute question relative aux nuisances environnementales générées par le transport aérien sur et autour des aéroports.Pour les nuisances sonores, ces recommandations sont relatives à la mesure du bruit, et notamment à la définition d'indicateurs de mesure adéquats, à l'évaluation et à la maîtrise des nuisances sonores du transport aérien et de l'activité aéroportuaire ainsi qu'à la limitation de leur impact sur l'environnement, notamment par les procédures particulières de décollage ou d'atterrissage élaborées en vue de limiter les nuisances sonores.
L'Autorité prend également connaissance des informations et propositions émises par l'ensemble des parties concernées par la pollution atmosphérique liée à l'exploitation des aérodromes ou le bruit lié aux aérodromes et aux trajectoires de départ, d'attente et d'approche.

#### Rapport annuel
Elle rend chaque année un rapport faisant état de la synthèse des informations dont elle a eu connaissance et de ses recommandations, demandes d’étude et propositions. Les services de l'administration locale ou centrale doivent répondre à ce rapport et, d'une façon générale, à ses avis et recommandations dans un délai de six mois.

#### Autres compétences générales
1. Pour assurer au mieux sa mission de médiation et améliorer sa connaissance des circonstances locales sur les aéroports pour lesquels l’Autorité a une compétence spécifique, le collège a très vite ressenti le besoin de rencontrer les acteurs de terrain. Il n’est cependant pas envisageable qu’il aille sur tous les aéroports français. C’est pourquoi dès 2001, des représentants de l’ACNUSA ont rendu visite chaque année aux principales plateformes aéroportuaires nationales, définies par l’article 1609 quatervicies A du code général des impôts (voir infra, chapitre 4). Les acteurs locaux étant tous membres de la commission consultative de l’environnement (CCE), c’est avec cette dernière que les réunions sont généralement organisées.

Au cours de ces réunions, sont abordés des sujets spécifiques à la plateforme.
1. Pour répondre à des demandes spécifiques, l’ACNUSA peut également assurer des missions ponctuelles.
2. L’Autorité répond à toute demande de rencontre particulière tant avec des représentants d’associations de riverains que d’élus nationaux ou locaux, pour répondre à leurs interrogations et le cas échéant procéder elle-même à des mesures de bruit pour objectiver les éléments de mécontentement des populations.
3. Enfin, l’ACNUSA peut conduire ou commander des études sur divers sujets. Elle a par exemple fait réaliser, en mars 2013, des études sur les  effets du bâti sur l’exposition sonore en milieu aéroportuaire[15], ou en 2012 une étude sur l’optimisation du roulage au sol des aéronefs[16].

Mais la plus importante des études, du fait de sa durée et des décisions qu’elle pourrait amener à prendre, est sans conteste l’étude DEBATS (Discussion sur les Effets du Bruit des Aéronefs Touchant la Santé), lancée en 2008 avec le ministère chargé de la santé, et destinée à mesurer dans la durée (sur une période de quatre ans) les effets réels du bruit des avions sur les populations qui y sont soumises. L’Institut français des sciences et technologies des transports, de l'aménagement et des réseaux  (IFSTTAR), chargé de la partie opérationnelle de cette étude, a créé un site dédié. Cette étude est la première au monde de cette nature. 

#### Compétences particulières sur les aéroports «acnusés»
L’article 1609 quatervicies A du code général des impôts a créé une taxe sur les nuisances sonores aéroportuaires (TNSA) sur certains aéroports. Il s’agit :
- de ceux pour lesquels le nombre de mouvements d’aéronefs de masse maximale au décollage égale ou supérieure à 20 tonnes a dépassé 20 000 lors de l’une des cinq années précédentes ; dix aéroports étaient à l’origine concernés : Paris-Charles de Gaulle, Paris-Orly, Bâle-Mulhouse, Strasbourg-Entzheim, Lyon-Saint-Exupéry, Nice-Côte d’Azur, Marseille-Provence, Toulouse-Blagnac, Bordeaux-Mérignac et Nante-Atlantique ; Beauvais-Tillé s’y est ajouté en décembre 2010 ; en décembre 2015, Strasbourg-Entzheim a été retiré de cette liste, le nombre de mouvements y étant devenu insuffisant depuis 2010 ; ce sont donc en 2016 toujours dix plateformes qui sont concernées à ce titre ;
- de ceux pour lesquels le nombre de mouvements d’aéronefs de masse maximale au décollage d’au moins deux tonnes a dépassé 50 000 au cours de l’une des cinq années précédentes, si le plan d'exposition au bruit ou le plan de gêne sonore de cet aéroport possède une intersection avec ceux d’un des aéroports de la première catégorie : seul Paris-Le Bourget est visé par ce dispositif : les règles juridiques françaises (article 34 de la Constitution) imposant à la loi de ne fixer que des principes fondamentaux ou des règles générales, il a fallu trouver un critère tel que celui-ci pour incorporer cet aéroport dans la liste de ceux relevant des compétences spécifiques de l’ACNUSA, car sa situation en milieu urbain dense et sa proximité avec Paris-Charles de Gaulle, leurs trafics étant imbriqués, ne permettaient pas de le laisser en dehors du champ.

Sur les onze aéroports actuellement « acnusés », l’Autorité dispose, en application des articles L. 6361-5 à 7 du code des transports, de pouvoirs supplémentaires par rapport aux autres plateformes.

#### Nuisances sonores
En matière de nuisances sonores, l’ACNUSA définit :
- les indicateurs de mesure du bruit et des nuisances sonores ;
- les prescriptions techniques applicables aux dispositifs de mesure du bruit et de suivi des trajectoires ;
- les prescriptions relatives au nombre et à l’emplacement des stations de mesure du bruit pour chaque aérodrome ;
- les prescriptions d’exploitation du réseau de stations.

L’exploitant de l’aérodrome est chargé de mettre en place, d’entretenir et si nécessaire de renouveler ces stations. Au cas où il faillirait à cette obligation, l’Autorité le met en demeure de respecter ses prescriptions et lui fixe pour ce faire un délai d’un an au plus. Si, à l’expiration de ce délai, elle constate que le manquement perdure, elle fait procéder elle-même aux travaux nécessaires, aux frais et sous la responsabilité de l’exploitant.
1. L’Autorité est consultée sur les projets de plan d’exposition au bruit (PEB) prévu à l’article L. 112-6 du code de l’urbanisme et de plan de gêne sonore (PGS) visé à l'article L. 571-16 du code de l'environnement, et recommande leur révision quand elle l'estime nécessaire ;
2. Elle s'assure également des conditions dans lesquelles les personnes ont accès aux informations relatives aux plans mentionnés au c) ci-dessus, et émet des recommandations pour améliorer l'accès à ces informations ;
3. L’Autorité est consultée sur les projets de textes réglementaires fixant, pour les aérodromes « acnusés », les mesures visant à assurer la protection de leur environnement sonore, notamment les valeurs maximales de bruit à ne pas dépasser, et sur les projets d'élaboration ou de modification des procédures de départ, d'attente et d'approche aux instruments des mêmes aérodromes ;

#### Qualité de l’air
Aux termes de l’article L. 6361-5 du code des transports, lorsque les territoires couverts par un schéma régional du climat, de l'air et de l'énergie (articles L. 222-1 à 3 du code de l’environnement ) ou un plan de protection de l'atmosphère (articles L. 222-4 à 7 du même code ) comprennent un aérodrome visé au I de l'article 1609 quatervicies A du code général des impôts ou sont affectés par la pollution atmosphérique de ces aérodromes, l’ACNUSA est consultée par les autorités compétentes chargées d'élaborer ce schéma ou ce plan.

#### Pouvoir de sanction
Les missions de l’ACNUSA en matière de sanctions sont prévues aux articles L. 6361-12 à 15 du code des transports ainsi qu’aux articles R. 227-1 à 5  du code de l’aviation civile.
Ces missions ont évolué dans le temps. À l’origine, l’ACNUSA ne pouvait qu’entériner les décisions de la Commission nationale de prévention des nuisances (CNPN). Toutefois, depuis la loi n° 2009-1503 du 8 décembre 2009 (article 48), elle possède l’intégralité des pouvoirs en matière de sanction, elle instruit et statue en toute indépendance et autonomie.
Pour l’exercice du pouvoir de sanction, et comme indiqué ci-avant (voir paragraphe 1.2), le collège est élargi à sept membres associés qui apportent aux membres leur expérience de terrain et leurs compétences professionnelles pour éclairer les discussions.

#### Aéroports concernés
Pour qu’il y ait manquement, il doit exister une réglementation préalable. Seuls donc peuvent être concernés les aéroports sur lesquels a été pris un arrêté de restriction signé par le ministre chargé de l’aviation civile ou par un délégataire de sa signature. Il s’agit des onze aéroports « acnusés » mentionnés ci-dessus, et des plateformes de Grimaud (hélistation), d’Issy-les-Moulineaux (héliport), de Cannes-Mandelieu (aviation d’affaires et de tourisme) et de Toussus-le-Noble (aviation d’affaires et de tourisme).

#### Personnes passibles d’une sanction
Sont passibles d’une sanction les personnes physiques ou morales :
- exerçant une activité de transport aérien public au sens du code des transports,
- ou au profit de laquelle est exercée une telle activité,
- ou exerçant une activité aérienne, rémunérée ou non, autre que les deux précédentes,
- ou le fréteur d’un aéronef.

Ne peuvent donc être sanctionnés les pilotes agissant pour le compte d’un employeur (salariés).

#### Manquements sanctionnables
Les arrêtés de restriction pris sur les aéroports peuvent prévoir plusieurs dispositifs protecteurs de la tranquillité des riverains. Il peut s’agir de :
- restrictions des vols de nuit (départ sans créneau) ;
- restrictions permanentes ou temporaires (en particulier la nuit) d’usage de certains aéronefs en fonction de leur classification acoustique ou de leurs émissions atmosphériques polluantes (par exemple les avions relevant du chapitre 2 de l’annexe 16 de la convention de l’Organisation de l'aviation civile internationale (OACI) signée à Chicago le 7 décembre 1944, ou ceux du chapitre 3 dont la marge cumulée des niveaux de bruit certifiés est inférieure à un certain seuil) ;
- restrictions permanentes ou temporaires de certaines activités en raison des nuisances environnementales qu’elles occasionnent (par ex. limitation de la durée d’utilisation des groupes auxiliaires de puissance (GAP) - en anglais Auxiliary Power Units ou APU - avant de quitter le point de stationnement ou après y être arrivé) ;
- procédures particulières de décollage ou d’atterrissage en vue de limiter leurs nuisances sonores (respect de volumes de protection environnementale ou de points de survol obligatoires par ex.) ;
- règles relatives aux essais moteurs (interdiction totale ou partielle à certaines heures) ;
- valeurs maximales de bruit ou d’émissions atmosphériques polluantes (même si, faute de normes définies, ce dernier critère n’est pas encore applicable) à ne pas dépasser.

#### Principes directeurs
En droit français, toute sanction doit avoir été préalablement prévue par une réglementation. C’est pourquoi aucun manquement ne peut être relevé sur les aéroports non dotés d’arrêtés de restriction, et, sur ces aéroports, seuls les manquements aux règlementations expressément prévues peuvent être poursuivis.
Il est interdit de sanctionner deux fois le même manquement. En revanche par exemple, un avion dont la marge cumulée serait inférieure à 10 EPNdB et qui décollerait sans avoir de créneau de nuit à minuit trente de Paris – Charles-de-Gaulle, où tout décollage d’avions de marge inférieure à 10 EPNdB est interdit à partir de 23 heures, pourrait se voir infliger deux sanctions, dans la limite du plafond indiqué au 4.3.6 ci-après.
La peine doit être appréciée au vu des circonstances de chaque espèce. 
L’article L. 6361-14 du code des transports dispose qu’aucune poursuite ne peut être engagée plus de deux ans après la commission des faits constitutifs d’un manquement. 

#### Procédure
La procédure devant l’ACNUSA est définie par un décret du 27 avril 2010, codifié aux articles R. 227-1 à 5 du code des transports.
Les agents commissionnés et assermentés (services de la DGAC ou de la gendarmerie des transports aériens) constatent les manquements à la réglementation et notifient un procès-verbal, accompagné du montant de l’amende encourue, à la personne poursuivie (compagnie le plus souvent, ou personne privée), copie étant parallèlement envoyée à l’ACNUSA. Cette personne dispose alors d’un délai de quinze jours pour adresser ses observations à l’Autorité. Le rapporteur permanent les analyse et échange de façon contradictoire avec elle et les services locaux de l’aviation civile, avant de clore l’instruction.
Le président de l’ACNUSA peut décider de classer un dossier sans suite dès lors que les circonstances particulières à la commission des faits le justifient ou si ces faits ne constituent pas un manquement sanctionnable.
Dans le cas contraire, le dossier est inscrit au rôle d’une réunion plénière de l’Autorité consacrée à l’exercice du pouvoir de sanction. La personne poursuivie y est invitée et peut se faire assister de toute personne de son choix. Au cours de la réunion, le rapporteur permanent expose le cas et un échange peut avoir lieu entre le collège élargi et les représentants de la personne poursuivie. L’absence de celle-ci à l’audience ne vicie pas la procédure, et l’Autorité peut prononcer une amende malgré cette non représentation.
Après avoir le cas échéant entendu la personne poursuivie, le collège élargi débat du dossier avant de passer au suivant. Au terme de la séance, le collège se réunit hors de la présence des membres associés et du rapporteur permanent et définit le quantum de la sanction éventuelle. Il peut, s’il l’estime justifié au regard des circonstances particulières, ne pas prononcer d’amende. La décision (qui peut être le classement sans suite) est ensuite notifiée à la personne poursuivie.

#### Quantum des sanctions
Les amendes que l’ACNUSA peut prononcer sont plafonnées par l’article L. 6361-13 du code des transports. Une personne physique ne peut se voir infliger une amende supérieure à 1 500 euros.
L’amende d’une personne morale est plafonnée à 20 000 euros. Toutefois, ce montant est porté à 40 000 euros lorsque l’amende sanctionne soit une restriction des vols de nuit, soit une restriction permanente ou temporaire d’usage de certains types d’aéronefs en fonction de leurs émissions atmosphériques polluantes ou de leur classification acoustique. 

#### Recouvrement
Les amendes prononcées sont recouvrées comme créances de l’État et sont donc versées au budget général de celui-ci, et non à l’ACNUSA. Si la personne sanctionnée ne s’acquitte pas de sa dette dans le délai de deux mois, l’amende est majorée automatiquement de 10 % . Par ailleurs, aux termes de l’article L. 6123-2 du code des transports, l’ACNUSA peut, en cas de paiement insuffisant ou de non-paiement des amendes qu’elle a prononcées, et après mise en demeure de payer infructueuse, demander au juge la saisie conservatoire d’un aéronef exploité par le débiteur ou lui appartenant. Cette procédure bien qu’exceptionnelle a été mise en œuvre.

#### Contentieux
Les décisions de l’ACNUSA peuvent faire l’objet d’un recours de pleine juridiction devant le tribunal administratif de Paris dans un délai de deux mois à compter de leur notification.
Les requêtes n'ont pas d'effet suspensif s'il n'en est autrement ordonné par la juridiction, aussi les personnes sanctionnées doivent s’acquitter des amendes infligées.

### Nuisances sonores
1. L’ACNUSA établit un programme de diffusion auprès du public, ou de toute personne qui en fait la demande, des informations sur le bruit résultant du transport aérien et de l'activité aéroportuaire, en particulier, des enregistrements qui proviennent des réseaux de mesure de bruit et des données relatives aux sanctions qu’elle inflige. Elle veille à la mise en œuvre de ce programme par les gestionnaires d’aéroports et s'assure, le cas échéant, de la fiabilité des conditions dans lesquelles ces informations ont été recueillies auprès des exploitants d'aérodromes, des transporteurs aériens et des services de l'État concernés ;
2. Elle contrôle, à son initiative ou sur saisine de la commission consultative de l’environnement (CCE), le respect des engagements pris par les différentes parties intéressées à l'exploitation de l'aérodrome en vue d'assurer la maîtrise des nuisances sonores liées à cette exploitation. Elle rend publics les résultats de ce contrôle ;
3. Enfin, en cas de désaccord sur l'exécution des engagements mentionnés au b) ci-dessus, elle peut être saisie d'une demande de médiation par l'une ou l'autre des parties, par la CCE, par le ministre chargé de l'aviation civile ou par celui chargé de l'environnement.

### Pollution atmosphérique
Dans le cadre de cette mission spécifique, l’Autorité doit :
- contribuer au débat en matière d’environnement aéroportuaire,
- formuler des propositions d’études pour améliorer les connaissances,
- diffuser ces études,
- être consultée dans le cadre de l’élaboration ou la révision des plans de protection de l’atmosphère (PPA)  et des schémas régionaux du climat, de l'air et de l'énergie (SRCAE).